# Final Fantasy VII: Advent Children
Final Fantasy VII: Advent Children (ファイナルファンタジーVII アドベントチルドレン, Fainaru Fantajī Sebun Adobento Chirudoren) és una pel·lícula japonesa del 2005 que continua els esdeveniments del joc Final Fantasy VII, llançat en 1997 per SquareSoft per a la consola Playstation de Sony i per a PC. Aquesta pel·lícula forma part d'una sèrie de lliuraments l'objectiu dels quals és completar i ampliar la història de Final Fantasy VII, el nom conjunt de la qual és Compilation of Final Fantasy VII.
Final Fantasy VII: Advent Children va ser publicat en DVD i UMD en versió original al Japó el 14 de setembre de 2005 i el 30 de gener de 2007 va ser publicada a Espanya per Sony Pictures Home Entertainment.

## Trama de la pel·lícula

### Història prèvia (Final Fantasy VII)
Dos anys abans, durant els esdeveniments a Final Fantasy VII...
Sephiroth, el "més gran soldat que mai hi hagi hagut", ha invocat la tècnica de màxima destrucció, "Meteorit" per a causar un màxim mal al planeta que li permeti situar-se enfront de tot aquest alliberament d'energia i convertir-se en un déu. El protagonista del joc, Cloud i els seus amics aconsegueixen detenir al vilà, mes no a temps per a evitar que Meteor aconseguís el planeta.

### Argument
Avís: La història d'aquesta pel·lícula compleix la funció d'una continuació de la història esdevinguda en el joc Final Fantasy VII, sota el supòsit que hagi finalitzat amb la derrota de Sephiroth usant a Cloud Strife com a personatge principal i havent desbloquejat a Vincent i a Yuffie.

#### Els tres atacants i la cerca de "Mare"
A causa de l'enorme col·lisió d'energies quan el Corrent Vital va emergir del planeta per a detenir a Meteorit, les cèl·lules de JENOVA, l'entitat maligna atrapada al planeta i que havia guiat a Sephiroth, s'han dispersat pel planeta i han infectat a molta gent, particularment a nens. Aquells que sofreixen aquest mal, col·lectivament conegut com Geoestigma pateixen gran sofriment i expansió de les cèl·lules de JENOVA com un tumor en els seus cossos.
Dos anys després dels successos ocorreguts al joc, els personatges s'han disgregat per a continuar les seves vides. Tifa i Cloud cuiden a Marlene i van adoptar també a Denzel un jove orfe, establint-se prop de Midgar, però Cloud està cada vegada més distant, prenent una ocupació com a repartidor per a allunyar-se de la ciutat. Poc temps després Denzel cau malalt pel Geoestigma.
Barret s'ha anat a la recerca de noves fonts de energia que no depenguin del Mako (el flux de vida concentrat). Yuffie ha tornat a Wutai, la seva terra. Cid Highwind ha tornat al seu ciutat a iniciar la construcció d'una nova aeronau. No s'ha sabut de Nanaki ("Red XIII") o de Vincent però es pot apreciar a Red XIII amb dos cadells prop de Midgar.
Els membres restants de Shinra Inc. la companyia poderosa que controlava la generació d’energia basada en Mako (cristal·lització del Corrent Vital), són enviats al Cràter del Nord a buscar rastres de JENOVA per a dur a terme una recerca, però són atacats per estranyes figures en el moment que troben el contenidor de "JENOVA". Tseng queda ferit i Elena crida per ell. El vehicle dels Turcs escapa amb sol Ren i Rude.
Els supervivents del desastre s'han mogut als afores de la ciutat creant un megasuburbi anomenat Edge. Cloud viu sol, havent-se aïllat dels seus companys, en particular de Tifa i de Marlene, a causa de la seva depressió per no haver pogut salvar ni a Aeris, ni al món, "ni a ningú". Mentre surt de la ciutat, és atacat per tres estranys subjectes qui li recriminen l'estar amagant a "Mare", però Cloud no sap de què estan parlant. Després de sobreviure a l'atac, Cloud rep una trucada de Tifa, qui li envia un missatge dels Turcs per a reunir-se en un hospital del nord per a un encàrrec.
En arribar Cloud és confrontat per Rufus Shinra, l'últim president de la companyia i qui en el joc va tenir un rol vital en l'últim atac contra Sephiroth. Rufus es troba prostrat en una cadira de rodes a causa de l'atac d'Arma a la ciutat de Midgar, a més d'estar infectat amb Geoestigma. Rufus clama que "algú" els ha robat "una cosa" important relacionada amb "alguna" recerca que Shinra duu a terme sobre els efectes del Meteor: JENOVA i el Geoestigma. És la seva responsabilitat col·laborar amb el planeta restituint per tot el mal que la seva companyia va causar, i tracta de convèncer a Cloud de treballar com a guardaespatlles per ser "l'últim SOLDAT". Cloud no vol col·laborar, ni molt menys quan els Turcs li confirmen que Shinra intenta aixecar-se de les cendres.
En tornar a Midgar, Cloud passa pel lloc on està clavada la Buster Sword de Zack que ha deixat per a marcar el lloc on el seu millor amic i mentor, va morir tractant de salvar-li la vida. Cloud reafirma la seva intenció de viure pels somnis de Zack, abans de ser afeblit per la infecció del Geoestigma.
Tifa es troba amb Marlene a l'església de Midgar on Aeris tenia un jardí, descobrint que Cloud viu aquí i que està infectat amb Geoestigma. Tifa és confrontada per Loz, un dels tres atacants de Cloud, qui pregunta per aquest. Malgrat que Tifa usa les seves habilitats de combat i els seus Limit Break, Loz s'encarrega d'ella i després segresta Marlene i roba la matèria de Cloud després de rebre instruccions d'algú per telèfon. Mentre això succeeix, Yazoo, el segon atacant, s'emporta de la ciutat als nens infectats amb la promesa d'una cura. Kadaj el líder del trio, troba a Rufus i l'amenaça amb torturar a dos dels seus assistents, Elena i Tseng, si no li és lliurat "JENOVA".

#### El segrest dels nens escollits i la veritat sobre el Geoestigma
Cloud es troba amb Tifa en tornar a Midgar, però abans que pugui fer alguna cosa cau pels efectes del Geoestigma. Desperta a la seva casa juntament amb Tifa, Ren i Rude, qui convencen a Cloud d'anar a la Ciutat dels Oblidats que és on Kadaj ha reunit els nens amb el pretext de repetir la "Reunió", l'efecte instintiu de les cèl·lulas de JENOVA de reunificar-se, tot i que estan disperses en diversos cossos, organitzant-se així en un ser tremendament poderós i destructiu; on ells mateixos pretenen convertir els seus cossos en l'atuell que donarà origen al naixement. En l'intertant, Ren i Rude buscaran informació amb Rufus.
Cloud arriba a la ciutat amagada a confrontar a Kadaj, però aquest, potenciat per la matèria robada, controla als nens infectats amb la seva voluntat associada a JENOVA i els usa com a escut humà. Cloud confronta a Yazoo i Loz, fins que en tractar d'atacar directament a Kadaj, és repel·lit i noquejat instantàniament. Abans que Kadaj doni el cop final, Vincent apareix i s'emporta a Cloud, una vegada fora de perill li explica a Cloud que ha seguit als atacants i que ha rescatat a Elena i Tseng.
A continuació, Vincent revela la dinàmica de Geoestigma: les cèl·lulas de JENOVA entren al cos humà i quan el sistema immunològic intenta repel·lir-les causa esgotament i sofriment als malalts. Si aquestes cèl·lulas s'unifiquessin, podrien arribar a recrear el mateix a JENOVA que a Sephiroth. Marlene apareix havent escapat dels raptors i Cloud se la porta de tornada a la ciutat amb el compromís de fer el possible per a resoldre la situació.
A Edge els tres atacants usen als nens per a invocar criatures per a allunyar a la població, però abans que puguin actuar apareixen Ren i Rude per a retardar-los. Kadaj, després de discutir amb el seu nou ostatge Rufus, invoca al drac rei, Bahamut SIN a qui ordena destruir un mausoleu en commemoració dels supervivents de la Caiguda del Meteorit dos anys abans, sospitant que va ser usat per a ocultar les restes de JENOVA, però no hi ha res aquí. Tifa apareix per rescatar a Denzel i tots dos són atacats per Bahamut, però reapareixen els vells companys per a ajudar: Barret, Yuffie, Red XIII i Cait Sith (Reeve Tuesti controlant a la criatura en forma remota). Vincent i Cloud arriben a la ciutat i tots els personatges es reuneixen per a combatre a Bahamut acabant-lo quan ajuden a Cloud a colpejar-lo amb la tècnica cannonball.
Kadaj ataca a Rufus quan aquest revela que ha fingit estar invàlid per a mantenir amagats les restes de JENOVA en la seva cadira de rodes. Després de llançar les restes des del cim de l'edifici Rufus clama que va poder enganyar a Kadaj perquè aquest no sent un "deure filial" cap a JENOVA, posteriorment tots dos es llancen al buit, Kadaj per recuperar el contenidor que ha caigut i Rufus per destruir-lo a trets.
Kadaj recupera JENOVA malgrat els esforços de Rufus i el trio fuig a Midgar amb Cloud perseguint-los, mentre la resta es reuneix en la nova aeronau de Cid. Després d'una espectacular persecució per les autopistes elevades Yazoo i Loz són detinguts per una bomba posada per Reno. Cloud enxampa Kadaj a l'església d’Aeris on es descobreix que les flors creixen allí per la presència d'una font natural de corrent vital, la qual emergeix quan Cloud és derrotat, en la forma de la tècnica Great Gospel d’Aeris que cura el Geoestigma de Cloud i afebleix Kadaj. L'esperit d’Aeris reanima a Cloud per a continuar i aquest finalment atrapa Kadaj, qui clama que la seva "Mare" (JENOVA) no l’estima tant com a Sephiroth, però que així i tot és la seva mare i complirà els seus desitjos, no obstant això Kadaj descobreix que el contenidor si va ser afeblit per les bales de Rufus i les restes de JENOVA van ser danyats irremeiablement. Cloud lluita contra Kadaj i el derrota enfront dels edificis de Shinra Inc., però aquest no es dona per vençut i se sacrifica a les cèl·lules de JENOVA per a ressuscitar a Sephiroth usant el seu cos.

#### El retorn de Sephiroth i la curació del Geoestigma
Sephiroth revela a Cloud el seu desig d'usar les ànimes dels infectats amb el Geoestigma per a contaminar el Flux de la Vida, posar-lo sota control de JENOVA i usar la Terra com un navili per a viatjar per l'espai buscant un planeta on puguin governar "Mare" (JENOVA) i "Fill" (Sephiroth), després de la qual cosa inicia un colossal combat entre Cloud i Sephiroth.
La nau de Cid sobrevola el lloc del combat i Yuffie proposa usar matèria per a enfortir-se i fer costat a Cloud, però Vincent i Tifa descarten fer-ho; la jove explica que després de la derrota de Sephiroth, Cloud es va sentir confós i sense un futur ja que havia perdut contacte amb les seves emocions, però gràcies a la batalla contra la colla de Kadaj i el seu actual enfrontament contra l'àngel monoalat finalment s'havia trobat novament a si mateix. Després de sentir l'explicació de Tifa, la resta decideix només observar la batalla.
En el tremend combat tots dos lluitadors mostren totes les seves habilitats volant d'edifici en edifici i tallant tot al seu pas amb les seves espases; però amb el pas dels minuts Cloud, molt esgotat per continuar, és sorprès per Sephiroth qui aconsegueix ferir-lo, assegurant que li llevarà allò que Cloud pogués considerar important. Cloud es reanima pels records de Tifa i els seus altres amics, aixecant-se per enfrontar al seu oponent; una vegada més mentre es burla d'ell per no entendre que no existeix alguna cosa que no sigui important. Cloud i Sephiroth volen al cel on invoca tota la seva energia en un atac final, Omnilátigo Version 5. Amb l'últim cop es dispersa tota l'energia vital acumulada i Sephiroth s'esfuma alliberant un mortalment ferit Kadaj en el seu lloc.
Una pluja invocada per l'esperit d’Aeris consola a Kadaj, el jove, en sentir la veu d’Aeris oferint-li pau, decideix reconèixer-la com la mare que sempre va anhelar i així lliura el seu esperit al Flux de la Vida i és purificat i absorbit en pau. Llavors apareixen Loz i Yazoo moribunds, qui disparen a Cloud per l'esquena, negant-se a rendir-se. Cloud contraataca amb un últim esforç, però els oponents produeixen una explosió al mateix temps que s'esvaeixen per l'efecte guaridor de la pluja. Els companys de Cloud només poden observar des de la distància la tremenda explosió i desitjar que estigui bé.
Cloud entra en una espècie de somni en què escolta les veus dels difunts Zack i Aeris, qui li diuen que no ha de morir encara, per la qual cosa aquest torna. Cloud desperta a l'església d’Aeris, submergit en el llac format per aigua amb corrent vital i amb nens al seu voltant. Tots els que no hagin estat sota la "pluja" podrien venir ara a aquest llac i ser curats usant aquesta aigua. Cloud procedeix a curar a Denzel i tots els presents celebren el final de la història. Finalment, Cloud veu els esperits de Zack i Aeris a la porta de l'església alhora que Aeris li pregunta a Cloud si ja està bé, qui somrient indica que sí, ja que finalment s'ha adonat que no està sol.

## Personatges
- Cloud Strife: L'heroi de l'aventura, jove retret que fa dos anys va aconseguir al costat dels seus amics salvar al món i recuperar els seus records perduts. Encara que no ho desitja, una vegada més haurà d'empunyar la seva espasa per vèncer les seves pors.
- Tifa Lockhart: Després de derrotar a Sephiroth, Tifa va reobrir el seu bar (Setè Cel) a Edge en el qual viu amb Cloud i dos nens: Denzel i la filla de Barret, Marlene. Al costat de Cloud va crear un negoci de lliurament de paquets del qual viuen. Encara que està enamorada d'ell, mai es va atrevir a dir-li-ho, malgrat que són amics des de petits.
- Kadaj Gran guerrer qui lidera la banda de Kadaj amb formada per dos guerrers més que són els seus germans, El seu desig és aconseguir a la seva mare i és capaç de portar a la destrucció al món sencer només per trobar-la
- Sephiroth: Vilà per excel·lència dels videojocs, en el film ell és l'ombra que hi ha darrere de tot. Els 3 joves perillosos no són més que una mera part d'ell. El seu objectiu: La destrucció del planeta.
- Aerith Gainsborough: "La salvadora" es va sacrificar fa dos anys per a salvar al món invocant a sagrat. Ara que el mal ha tornat ella tornarà del paradís per a alliberar el món del Geostima i a Cloud del seu turment... Al final de la pel·lícula podem veure com Aerith reapareix a l'església al costat de Zack quan saluden a Cloud. Aertih porta de nou el llaç que Zack a Crisis Core li havia regalat.
- Zack Fair:  Exmembre de SOLDAT i SOLDAT de primera classe que va ser mentor de Cloud, el seu millor amic . Es va sacrificar per ell fa 5 anys, lluitant ell només contra la totalitat de les forces de SOLDAT en renunciar i tractar d'escapar de SOLDAT i la SHINRA Corp., abans de morir li demana a Cloud que visqui pels dos i li lliura la Buster Sword (Espasa Mortal).
- Vincent Valentine: Després dels incidents ocorreguts a FF VII, Vincent va marxar de Midgar a la terra dels ancians on va esperar amb els seus records del passat…

Amb l'arribada dels joves, Vincent recarregarà el seu rifle per a ser de nou un suport contra el mal.
- Denzel: és un nen orfe infectat per Geostima que viu amb Cloud, Tifa i Marlene. Admira molt a Cloud i somia amb ser com ell en el futur.
- Red XIII: Encara que apareix molt poc, Xarxa XIII és un animal d'aspecte felí o llobí amb pelatge vermell intens, molt intel·ligent i capaç de parlar que va ajudar a derrotar a Sephiroth temps enrere i que ara torna per a fer costat al grup. Durant gran part de la pel·lícula, serveix com a muntura de Cait Sith.
- Barret Wallace: és el exlíder d'Avalanche està a la recerca d'alguna mena d'energia com per exemple petroli. Va deixar a la seva filla Marlene a càrrec de Tifa i Cloud, però quan s'assabenta que hi ha problemes torna per a fer costat al grup com la resta.
- Yuffie Kisaragi: Va formar part de l'equip de Cloud en el passat. Igual que els altres, apareix per a destruir al mal que ha arribat.
- Caith Sith: és un robot manejat per Reeve, un exmembre de Shinra bastant efectiu en atac que ajudarà l'equip a vèncer al mal que s'aveïna.

Ja els va donar suport temps enrere amb Sephiroth, per la qual cosa té una certa experiència. En el joc muntava en una màquina amb forma de Moguri, però en la pel·lícula se’l veu muntat sobre Red XIII.
- Cid Highwind: Cid és un pilot expert en combat que va formar part igual que la resta del grup que va acabar amb Sephiroth. La seva nau el “Vent Fort” se li va espatllar així que ara té una nova amb la qual torna a la càrrega per a fer costat als seus vells amics.

## Repartiment
A més de la versió original en japonès, una versió doblada al castellà va ser publicada a Europa. Part del repartiment d'actors ja havia treballat en el doblatge de Kingdom Hearts II.:
- Takahiro Sakurai/Roger Isasi-Isasmendi com Cloud Strife.
- Ayumi Ito/Anahí de la Fuente com Tifa Lockhart.
- Maaya Sakamoto/Elena Palacios com Aerith Gainsborough.
- Shōgo Suzuki/Oriol Rafel com Vincent Valentine.[6]:49
- Shotaro Morikubo/Jordi Pons com Kadaj.[6]:26–31
- Kenji Nomura/Luis Fernando Ríos com Loz.[6]:54–57
- Yūji Kishi/José Javier Serrano com Yazoo.
- Toshiyuki Morikawa/Jaume Villanueva com Sephiroth.[6]:22
- Yumi Kakazu/Belén Rodríguez com Yuffie Kisaragi.
- Masahiro Kobayashi/Ramón Canals com Barret Wallace.
- Keiji Fujiwara/Víctor Martínez com Reno.
- Taiten Kusunoki/Lorenzo Beteta com Rude.
- Tōru Ōkawa/Cholo Moratalla com Rufus Shinra.
- Kenichi Suzumura/Claudi Domingo com Zack Fair.
- Hideo Ishikawa/Dani Albiac com Cait Sith
- Masachika Ichimura/Joaquín Gómez com Red XIII / Nanaki
- Kazuhiro Yamaji/Juan Amador Pulido com Cid Highwind.

## Edicions en DVD/Blu-ray
Regió 1/3/4: Per a tota Amèrica i part d'Àsia, edició DVD de dos discos, amb doblatges solament en japonès i anglès, així com subtítols en anglès, espanyol, portuguès, i xinès. En els menús de l'edició especial el nom de la pel·lícula es va traduir com a "Final Fantasy VII: El Rescate". La versió de Final Fantasy VII: Advent Children Complete en Blu-ray va ser publicada el 2 de juny de 2009 a Amèrica del Nord.
Regió 2 PAL: Per a la majoria dels països europeus (exceptuant alguns) es va publicar amb les mateixes característiques però codificat per al sistema de televisió PAL. La seva data de llançament a Espanya va ser el 30 de gener de 2007 en UMD i per a lloguer en DVD. El 20 de febrer de 2007 va sortir oficialment la versió en DVD per a la seva venda. La primera versió europea de Final Fantasy VII: Advent Children Complete es va publicar el 27 de juny de 2009; tanmateix la versió en castellà, que va compartir edició amb l'alemanya, va haver d'esperar fins al 14 de desembre de 2010.
Regió 2 NTSC: Per al Japó, sense doblatge o subtítols en cap altre idioma, disponible en edició especial de dos discos, i en una edició limitada per a col·leccionistes amb material promocional addicional com a figures d'acció d'alguns personatges, una samarreta, i una còpia del guió. La nova edició Final Fantasy VII: Advent Children Complete es va publicar al Japó el 16 d'abril de 2009 que a més va incloure la demo de Final Fantasy XIII.

## Recepció
La pel·lícula va rebre opinions mixtes per part dels crítics però molt més positives de l'audiència i els fanàtics. Al portal d'Internet Rotten Tomatoes, la pel·lícula posseeix una aprovació de 33%, basada en 6 ressenyes, amb una puntuació de 5.7/10 per part de la crítica, no obstant això de part de l'audiència té una aprovació de 84% basada en 149 788 vots i amb una puntuació de 3.8/5.
Al lloc IMDb els usuaris li han donat una puntuació de 7.4/10, sobre la base de més de 48 000 vots. En la pàgina d'anime AnimeNewsNetwork té una puntuació aproximada de 8/10 (molt bo) sobre la base de 5834 vots.
Molts crítics van lloar l'animació i els gràfics 3D, no obstant això van criticar la història i la seva narració.